# Cookies (banda)
Cookies o Galletas, fue un grupo musical de Hong Kong, creado por Chan Chi Kwong, bajo sello discográfico de EMI Hong Kong y más adelante gestionados por Paco Wong, desde entonces registrados bajo el sello "Gold Label Entertainment" (actualmente conocido como Oro Typhoon). El grupo se formó por nueve integrantes en el 2002 y fue considerado como una emulación del grupo japonés llamado Morning Musume. Sin embargo, en el 2003, el contrato firmado para Cookies, pasó bajo registro de "Gold Label Entertainment". Paco Wong, se hizo cargo de la gestión de la banda, que tomó la decisión de reducir el número de  integrantes a cuatro. Las integrantes restantes fueron anunciadas el 27 de abril de 2003 y los cuatro estaba formada por  (con mayor frecuencia se hace referencia por los medios como Mini Cookies). Ese mismo día, el grupo se hizo conocer con su primer tema musical en chino titulado, 「貪 你 可愛」. Sus álbumes, sin embargo, continuaron para ser lanzados bajo el nombre de Cookies.
Actualmente la banda se encuentra disuelta, sus integrantes que la conformaron como Elaine Ho, Gloria Chan, Helena Ma y Serena Po, ambas se habían salido de la industria del entretenimiento. Angela Au pasó a convertirse en una DJ de Radio y Televisión de Hong Kong. Mini Cookies se mantendría activa por dos años entre 2003 y 2005, hasta que cada una de sus integrantes iniciaran sus carreras como cantantes en solitarios.

## Member
| stage name | Real name    | English name   | Born                                                         | agency                | Unit                 | Group name letters | Year of solo debut |
| Kwong      | Wan Kwong    | Wan Kwong      | Kaohsiung City , Taiwan 9 de abril de 1987 ( 33 years old)   | Rolling Stone Records | wheat                | K                  | 2009               |
| Wolf       | Luo Yuechen  | Yuechen Lo Yue | Singapore 31 de octubre de 1988 ( 32 years old)              | Sound Brothers        | Four strong feelings | W                  | 2009               |
| May        | Ye Xinyi     | Xinyi          | Taipei County , Taiwan 23 de marzo de 1990 ( 30 years old)   | Heavy star music      | No                   | M                  | 2004               |
| June       | Huang Jianyi | Jianyi         | Taichung County , Taiwan 16 de enero de 1991 ( 30 years old) | No                    | Four strong feelings | J                  | 2004               |

### Former members
| stage name | Real name      | English name   | Born                                                       | agency                | Unit                 | Group name letters | Year of solo debut |
| Xiaoqi     | Huang Yongtian | Huang Yongtian | Kaohsiung City , Taiwan 9 de abril de 1987 ( 33 years old) | Rolling Stone Records | Four strong feelings | 0                  | 2004               |
| rainbow    | Huang Jianyi   | Jianyi         | Singapore 31 de octubre de 1988 ( 32 years old)            | Sound Brothers        | Four strong feelings | F                  | 2004               |
| Da Juan    | Huang Yonggao  | Yonggao        | Taipei County , Taiwan 23 de marzo de 1990 ( 30 years old) | Heavy star music      | Four strong feelings | W                  | 2004               |

## Discografía

### Álbum(EP) en cantonés
1. Happy Birthday (2002)
2. Holidays(2002)
3. Merry Christmas (2002)
4. Channel Cookies (2003)
5. All The Best (2003) – first album as Mini-Cookies
6. 4 Play (2004)
7. 903 California Red: Eleven Fires Concert (2004)
8. 4 in Love (2004)

## Filmografía
- Nine Girls and A Ghost (九個女仔一隻鬼, 2002)

### Series de televisión
- Aqua Heroes (戀愛自由式) –  Starring: Stephy Tang, Theresa Fu
- Heart of Fencing (當四葉草碰上劍尖時) – As Guest
- Not Just a Pretty Face (美麗在望) – As Guest

### Web Drama
- Blue Can (now.com) 藍罐最痛
- 4 Cookies Mystery (now.com) 四曲奇談
- 100% Feel – Winter's Love (now.com) 百份百感覺-冬日之戀